# Sociedade Portuguesa para a Construção e Exploração Rodoviária
A Sociedade Portuguesa para a Construção e Exploração Rodoviária (SPER), também conhecida como Sociedade Portuguesa de Exploração Rodoviária ou Estradas da Planície, é um consórcio constituído pela Edifer, Dragados, Iridium, Tecnovia, e Conduril, que detém a parceria público-privada da subconcessão do Baixo Alentejo.

## História
- A 31 de Janeiro de 2009, foi assinado o contrato entre a Estradas de Portugal e a SPER para a subconcessão do Baixo Alentejo[2][3]